# Гульбін Хиз
Гульбін Хиз (тур. Gülbin Hız; нар. 11 червня 1994, Гольчук, Коджаелі, Туреччина) — турецька футболістка, півзахисниця «ALG Spor» та національної збірної Туреччини. Виступала також за дівочу збірну Туреччини (WU-17) та жіночу молодіжну збірну країни (WU-19).

## Клубна кар'єра

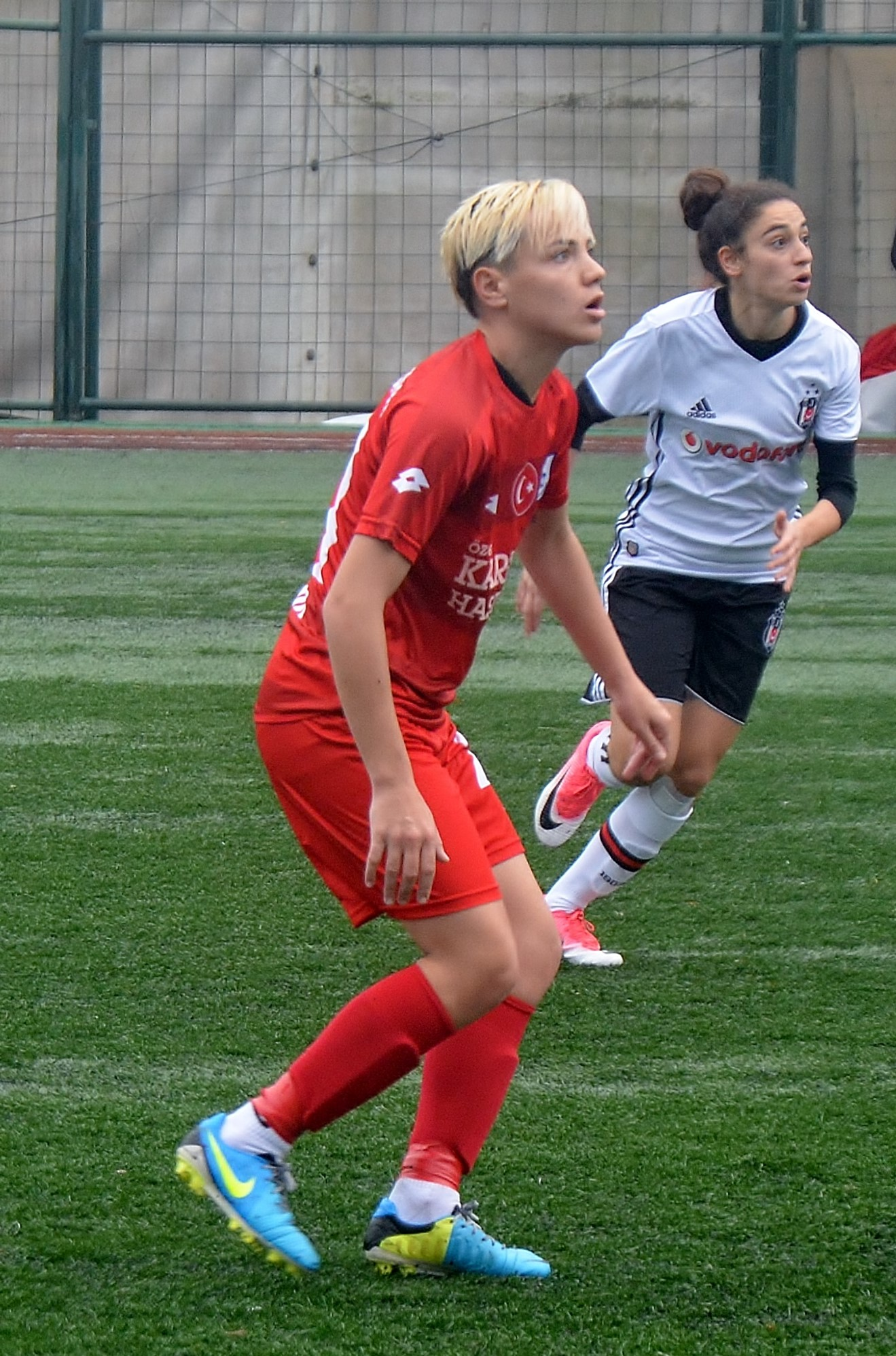
Гульбін Хиз (у червоному) під час виїзного матчу Першої ліги Туреччини 2017/18 між «Конак Беледієспором» та «Бешикташем».

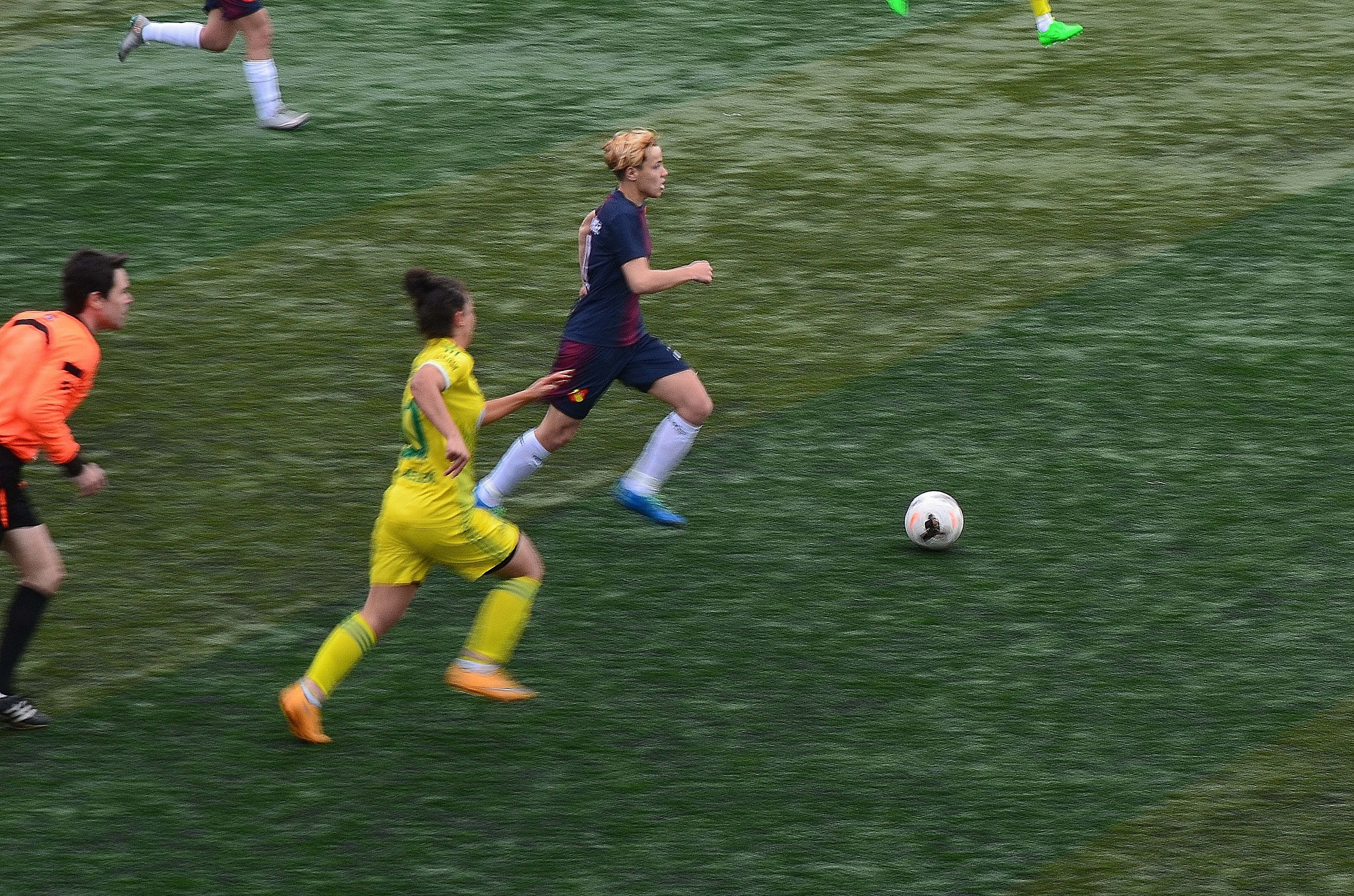
Гульбін Хиз (крайня праворуч) контролює матч у футболці «Трабзон Ідманочаджи» в виїзному поєдинку Першої ліги Туреччини 2015/16 проти «Кіречбюрнуспора».

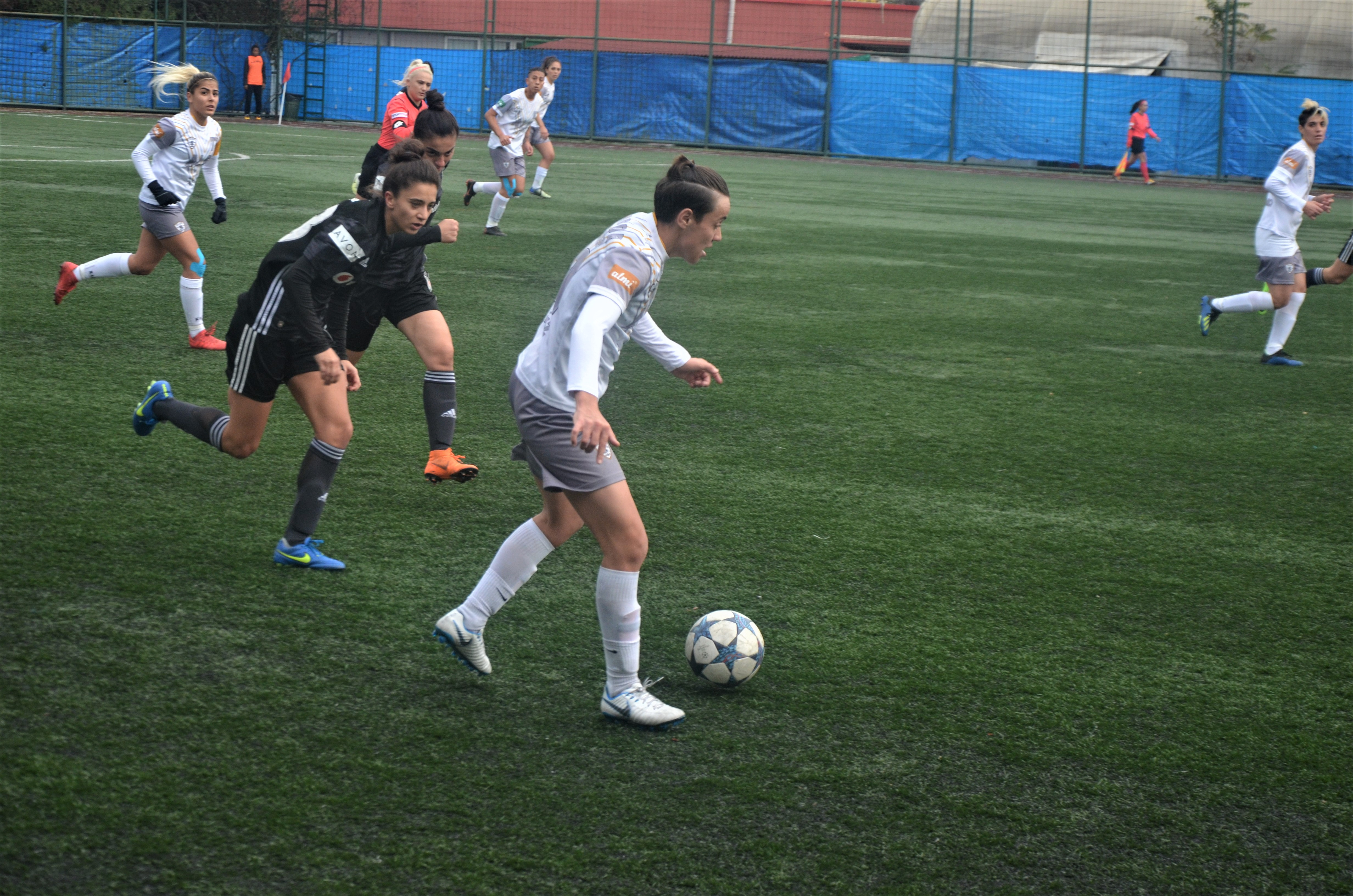
Гульбін Хиз (біла/лілова) у контролює м'яч футболці «ALG Spor» в поєдинку Першої ліги Туреччини 2018/19 проти «Бешикташа».

Гульбін Хиз отримала ліцензію 10 червня 2008 року. Дорослу футбольну кар'єру розпочала в команді рідного міста «Гольчукспор», де провела три сезони (починаючи з сезону 2008/09). Допомогла команді вийти до Першої ліги Туреччини, в якій дебютувала в сезоні 2010/11 років. Візначилася 24 голами у 41-му поєдинку, також була капітаном команди. Потім перейшла до «Дерінче Беледієспор», команди Другої ліги Туреччини. Відіграла в команді один сезон та допомогла «Дерінче» вийти до Першої ліги. Відіграла за клуб два сезони, виходила на поле у 25 матчах та відзначилася 15 голами, а наприкінці сезону 2012/13 років підписала контракт із переможцем чемпіонату «Конак Беледієспор».
Дебютувала у жіночій Лізі чемпіонів 2013/14, де зіграла в 6 із 7 матчах своєї команди до завершення 1/8 фіналу.
Після зіграних сезонів за «Конак Беледієспор», де відзначилася 5 голами у 26 хвилинах, напередодні старту сезону 2015/16 років Гульбін Хиз перейшла до «Трабзон Ідманочаджи». Провела в команді два сезони, після чого повернулася до «Конак Беледієспора» з Ізміра. Зіграла у трьох матчах кваліфікаційного раунду жіночої ліги чемпіонів 2017/18 у Тбілісі.
Після одного сезону в «Конаком Беледієспорі» переїхала до Газіантепу, щоб приєднатися до новачка Першої ліги Туреччини ALG Spor. 3 листопада 2020 року зіграла у кваліфікаційному раунді жіночої Ліги чемпіонів УЄФА 2020–21 проти албанської команди «Влазнії» в албанському Шкодері й реалізувала свій удар у серії післяматчевих пенальті.
22 березня 2021 року переїхала в Україну й приєдналася до «Житлобуду-2», щоб виступити у Вищій лізі України. Проте вже 4 квітня 2021 року, так і не зіграши жодного офіційного матчу за харківський клуб, залишила український клуб. Після цього повернулася до «ALG Spor».
| Дата             | Місце                        | Суперник  | Змагання                                     | Результат                | Забитих м'ячів |
| ALG Spor         | ALG Spor                     | ALG Spor  | ALG Spor                                     | ALG Spor                 | ALG Spor       |
| ---------------- | ---------------------------- | --------- | -------------------------------------------- | ------------------------ | -------------- |
| 3 листопада 2020 | Лоро Борічі, Шкодер, Албанія | «Влазнія» | кваліфікаційний раунд Ліги чемпіонів 2020/21 | П 3–3 дод. ч. 3–2 (пен.) | 1              |

## Кар'єра в збірній

### Дівоча збірна (WU-17)
Гульбін Хиз викликалася до дівочої збірної Туреччини WU-17, у футболці якої дебютувала 26 червня 2009 року у товариському матчі проти одноліток з Болгарії. У футболці команди WU-17 відзначилася 8-ма голами в 16 матчах.

### Молодіжна збірна Туреччини (WU-19)
Приблизно у вище вказаний період отримала виклик й до молодіжної жіночої збірної Туреччини (WU-19), у футболці якої дебютувала 15 серпня 2009 року в товариському матчі проти Молдови. У складі турецької «молодіжки» провела 18 поєдинків.

### Національна збірна
Викликалася до національної збірної Туреччини, у футболці якої дебютувала 23 серпня 2011 року в товариському матчі проти Португалії. 22 вересня 2011 року вийшла на поле в поєдинку 2-ї групи кваліфікації чемпіонату Європи 2013 року проти Казахстану. Наприкінці 2012 року знову отримала виклик до жіночої збірної Туреччини.
| Дата                            | Місце                                 | Суперник                        | Змагання                                    | Результат                       | Забитих м'ячів                  |
| дівоча збірна Туреччини (WU-17) | дівоча збірна Туреччини (WU-17)       | дівоча збірна Туреччини (WU-17) | дівоча збірна Туреччини (WU-17)             | дівоча збірна Туреччини (WU-17) | дівоча збірна Туреччини (WU-17) |
| ------------------------------- | ------------------------------------- | ------------------------------- | ------------------------------------------- | ------------------------------- | ------------------------------- |
| 8 жовтня 2010                   | Марсель Де Керпель, Веттерен, Бельгія | Вірменія                        | Дівочий чемпіонат Європи (WU-17) 2011       | В 7–0                           | 2                               |
| збірна Туреччини                |                                       |                                 |                                             |                                 |                                 |
| 18 вересня 2020                 | Станко Млакар, Крань, Словенія        | Словенія                        | група A кваліфікації чемпіонату Європи 2022 | П 1–3                           | 1                               |
| 27 листопада 2020               | Спортсланд, Таллінн, Естонія          | Естонія                         | група A кваліфікації чемпіонату Європи 2022 | В 4–0                           | 1                               |

## Клубна статистика
Станом на 1 грудня 2020
| Клуб                  | Сезон             | Ліга              | Ліга  | Ліга | Єврокубки | Єврокубки | Нацю кубок | Нацю кубок | Загалом | Загалом |
| Клуб                  | Сезон             | Дивізіон          | Матчі | Голи | Матчі     | Голи      | Матчі      | Голи       | Матчі   | Голи    |
| --------------------- | ----------------- | ----------------- | ----- | ---- | --------- | --------- | ---------- | ---------- | ------- | ------- |
| «Гольчукспор»         | 2008–09           | Друга ліга        | 6     | 2    | –         | –         | 3          | 0          | 9       | 2       |
| «Гольчукспор»         | 2009–10           | Друга ліга        | 17    | 11   | –         | –         | 14         | 6          | 31      | 17      |
| «Гольчукспор»         | 2010–11           | Перша ліга        | 18    | 11   | –         | –         | 10         | 2          | 28      | 13      |
| «Гольчукспор»         | Загалом           | Загалом           | 41    | 24   | —         | —         | 27         | 8          | 68      | 32      |
| «Дерінче Беледієспор» | 2011–12           | Друга ліга        | 7     | 4    | –         | -         | 5          | 0          | 12      | 4       |
| «Дерінче Беледієспор» | 2012–13           | Перша ліга        | 18    | 11   | –         | –         | 5          | 0          | 23      | 11      |
| «Дерінче Беледієспор» | Загалом           | Загалом           | 25    | 15   | —         | —         | 10         | 0          | 35      | 15      |
| «Конак Беледієспор»   | 2013–14           | Перша ліга        | 15    | 3    | 6         | 0         | 0          | 0          | 21      | 3       |
| «Конак Беледієспор»   | 2014–15           | Перша ліга        | 11    | 2    | 2         | 0         | 3          | 1          | 16      | 3       |
| «Конак Беледієспор»   | Загалом           | Загалом           | 26    | 5    | 8         | 0         | 3          | 1          | 37      | 6       |
| «Трабзон Ідманочаджи» | 2015–16           | Перша ліга        | 19    | 7    | –         | –         | 5          | 0          | 24      | 7       |
| «Трабзон Ідманочаджи» | 2016–17           | Перша ліга        | 20    | 6    | –         | –         | 0          | 0          | 20      | 6       |
| «Трабзон Ідманочаджи» | Загалом           | Загалом           | 39    | 13   | —         | —         | 5          | 0          | 44      | 13      |
| «Конак Беледієспор»   | 2017–18           | Перша ліга        | 19    | 2    | 3         | 0         | 0          | 0          | 22      | 2       |
| «Конак Беледієспор»   | Загалом           | Загалом           | 19    | 2    | 3         | 0         | 0          | 0          | 22      | 2       |
| «ALG Spor»            | 2018–19           | Перша ліга        | 17    | 9    | –         | –         | 0          | 0          | 17      | 9       |
| «ALG Spor»            | 2019–20           | Перша ліга        | 15    | 1    | –         | –         | 1          | 0          | 16      | 1       |
| «ALG Spor»            | 2020–21           | Перша ліга        |       |      | 1         | 1         | 5          | 2          | 6       | 3       |
| «ALG Spor»            | Загалом           | Загалом           | 32    | 10   | 1         | 1         | 6          | 2          | 37      | 13      |
| Усього за кар'єру     | Усього за кар'єру | Усього за кар'єру | 182   | 69   | 12        | 1         | 51         | 11         | 245     | 81      |

## Досягнення
«Конак Белеієспор»
- Перша ліга Туреччини
  -  Чемпіон (2): 2013/14, 2014/15
  -  Бронзовий призер (1): 2017/18

«Трабзон Ідманочаджи»
- Перша ліга Туреччини
  -  Бронзовий призер (1): 2015/16

ALG Spor
- Перша ліга Туреччини
  -  Чемпіон (1): 2019/20
  -  Срібний призер (1): 2018/19